# Kościół św. Mikołaja w Niedzborzu
Kościół świętego Mikołaja – rzymskokatolicki kościół parafialny należący do dekanatu strzegowskiego diecezji płockiej.

## Historia i architektura

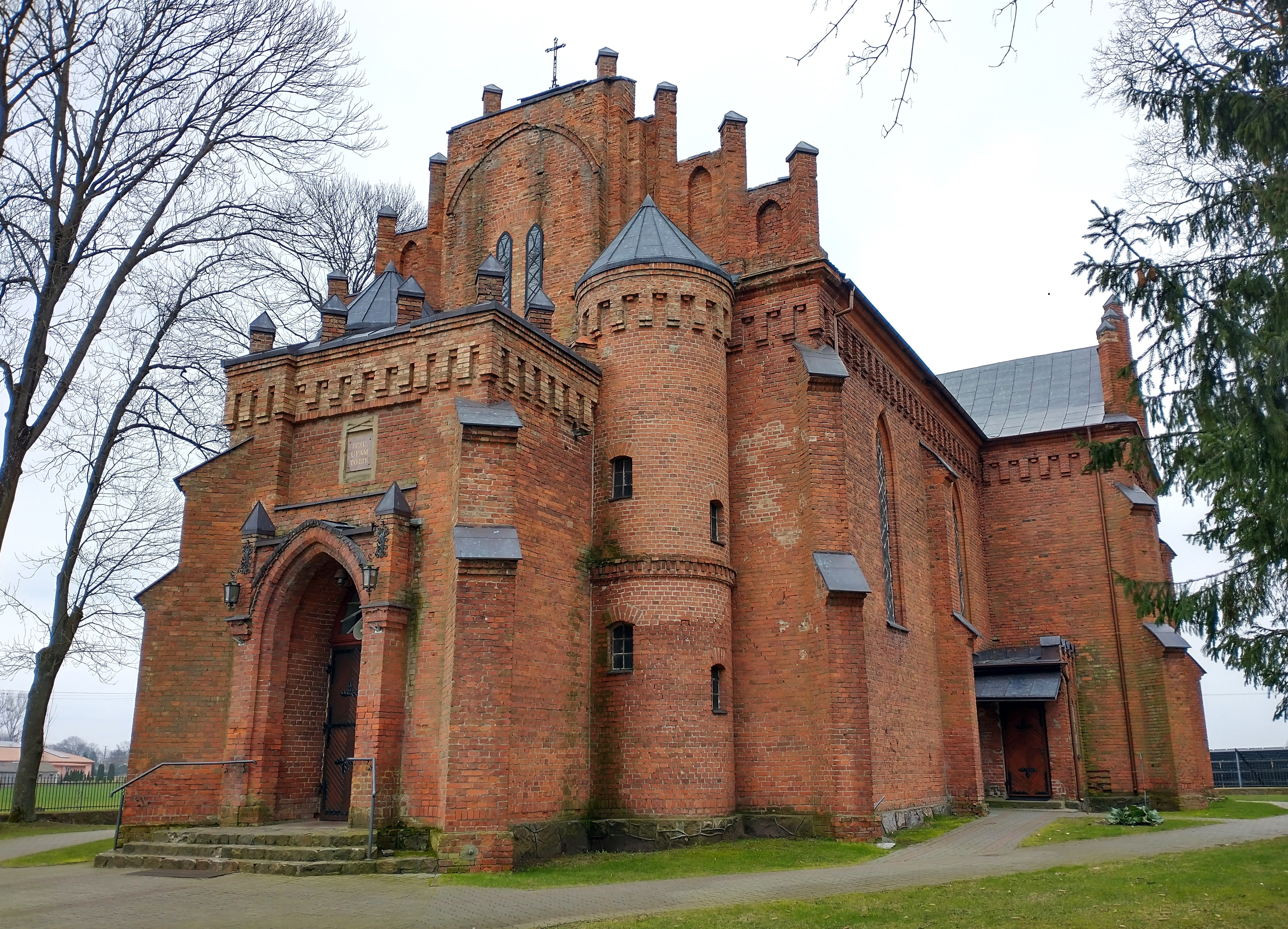
Elewacja frontowa i boczna

Obecnie istniejąca murowana świątynia została wzniesiona w latach 1885–1886 przez proboszcza księdza Remigiusza Jankowskiego. Kościół został wybudowany w stylu neogotyckim z trzema nawami, w kształcie krzyża, posiada piękne szczyty i wieżę na frontonie z dwiema wysokimi kondygnacjami wystającymi ponad budowlę. Świątynię zaprojektował architekt Kulczycki, natomiast ołtarze i ambona zostały wykonane przez majstra stolarskiego z Warszawy, Ceglarskiego. W ołtarzu głównym został umieszczony obraz św. Mikołaja, patrona parafii i świątyni, wykonany przez znanego malarza Wojciecha Piechowskiego. W czasie I wojny światowej w 1915 roku kościół utracił wieże. Odbudowane zostały po wojnie, ale ponownie zostały uszkodzone w 1939 roku. Po II wojnie światowej zostały prowadzone prace remontowe w świątyni oraz została wykonana polichromia. Większość wyposażenia wnętrza świątyni powstała w XVIII wieku. Z kolei organy zostały zbudowane w 1932 roku przez firmę Homan A. A. Jezierski St. i S-ka z Warszawy. Spośród zabytków sztuki sakralnej można wymienić: kielich srebrny trybowany pochodzący z 1676 roku, relikwiarz srebrny trybowany pochodzący z XVIII wieku, chrzcielnicę klasycystyczną z pierwszej połowy XIX wieku oraz krzyż adoracyjny pochodzący z XVII wieku.

## Galeria

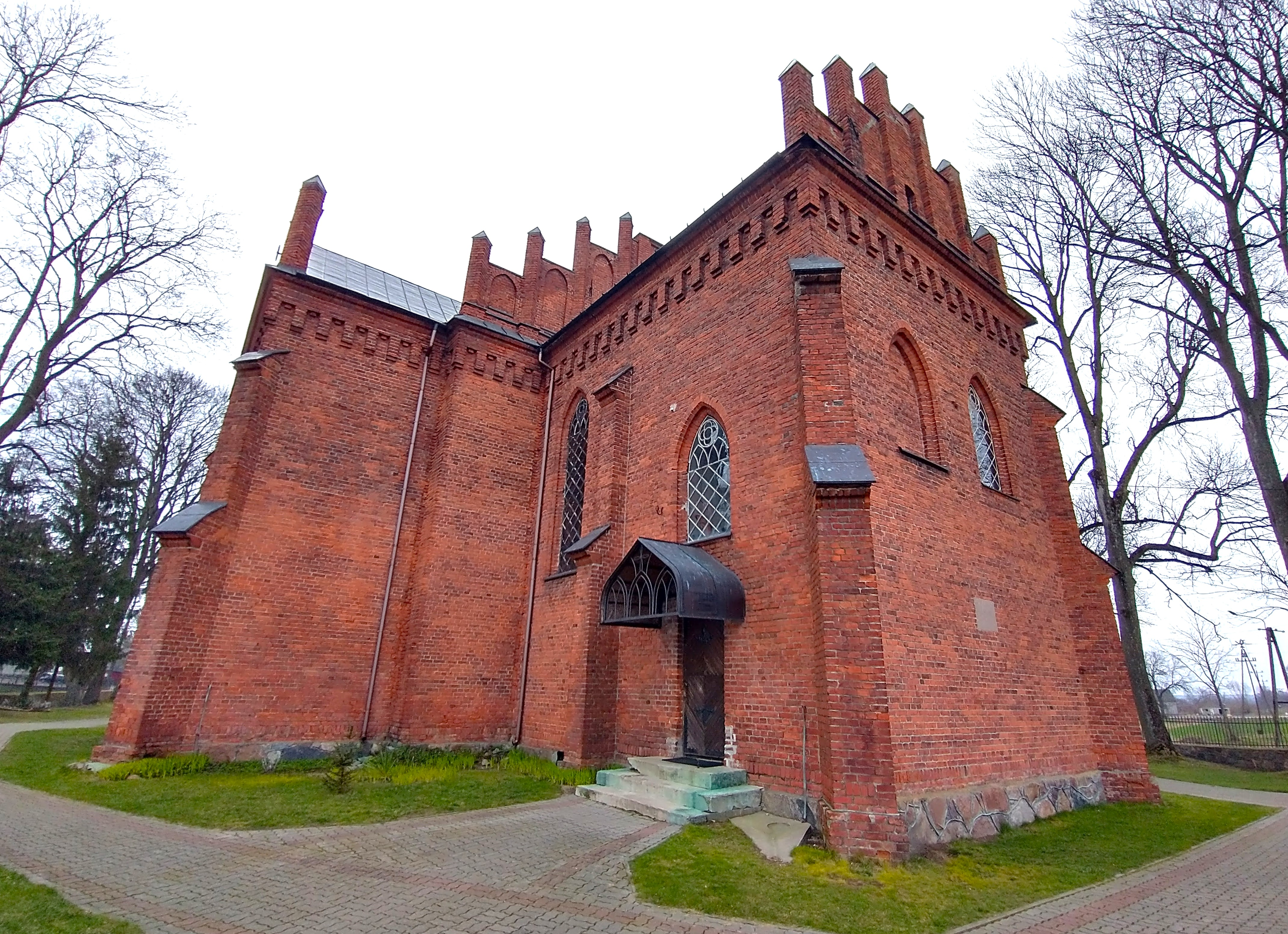
Widok od prezbiterium
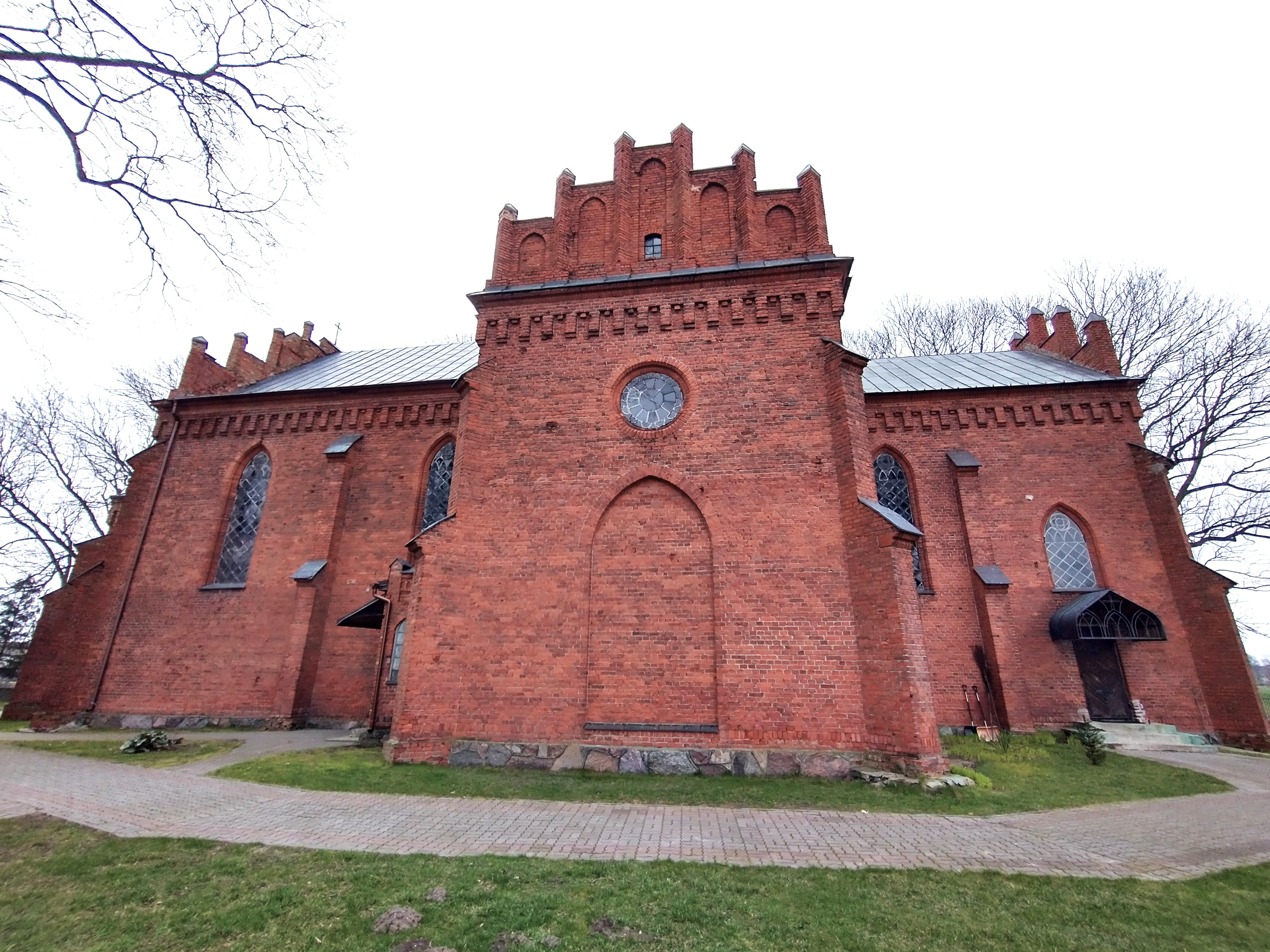
Elewacja boczna
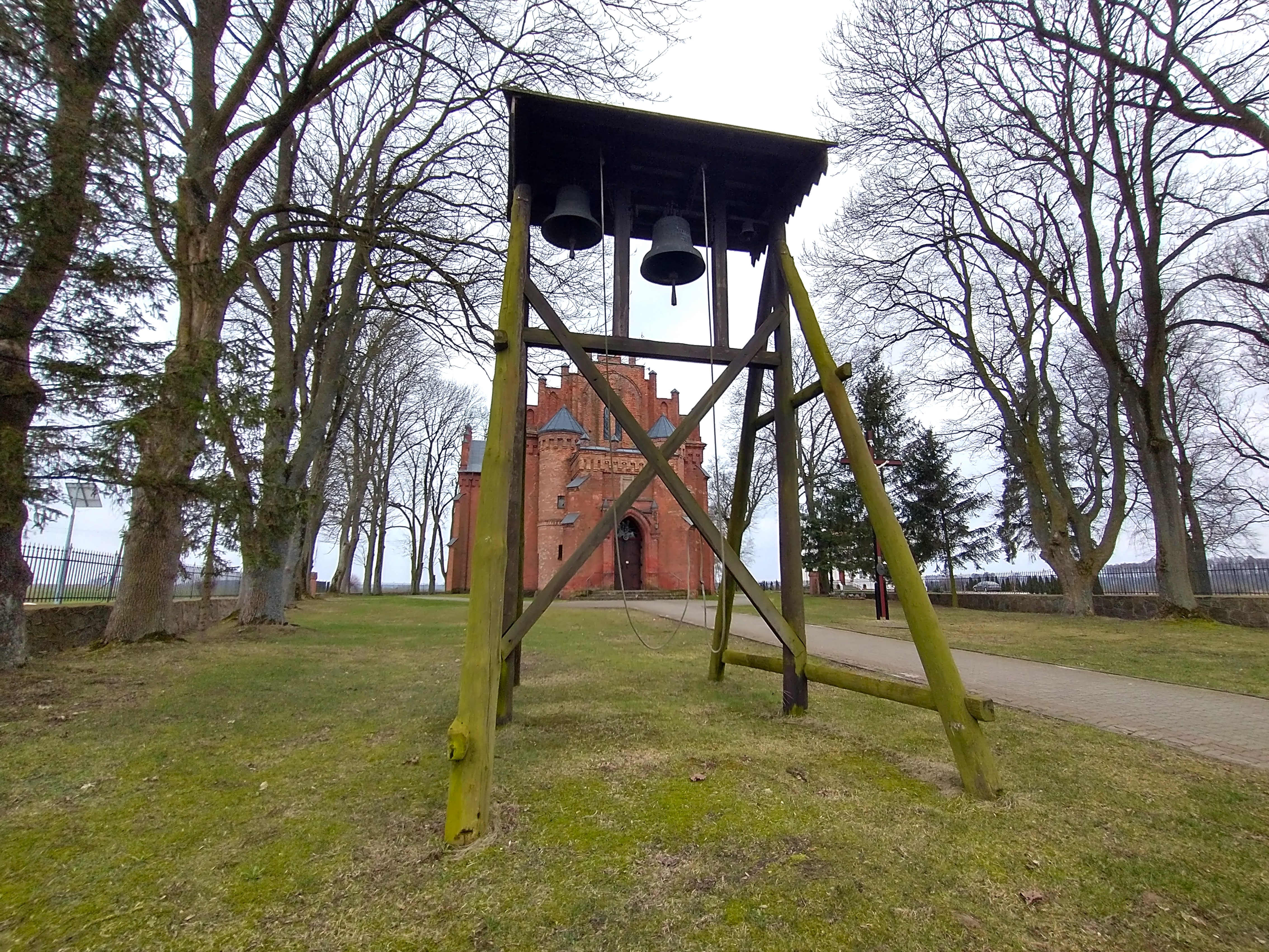
Dzwonnica